# Schoellerstraße (Düren)

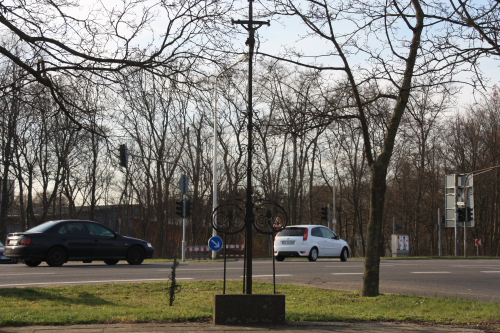
Das Wegekreuz Ecke Arnoldsweilerweg, im Hintergrund die Schoellerstraße

Die Schoellerstraße in Düren, Nordrhein-Westfalen, ist eine Hauptdurchgangsstraße. Sie ist als Bundesstraße 56 klassifiziert.
Die Schoellerstraße beginnt am Friedrich-Ebert-Platz, führt dann in nördlicher Richtung zum Ortsausgang. Vor dem Ortsausgang verläuft die Hauptverkehrsstraße an der östlich gelegenen Siedlung Grüngürtel vorbei und überquert dann über die sogenannte Arnoldsweilerbrücke die Bahnlinie Köln-Aachen. Außerhalb von Düren befindet sich in der Verlängerung die Anschlussstelle Düren an der Bundesautobahn 4. Deshalb wird die Schoellerstraße häufig als Autobahnzubringer bezeichnet.
```
Sie wurde nach dem 
Kommerzienrat
 Philipp Schoeller (1833–1904), einem Dürener Teppichfabrikanten und Gönner, benannt. An der Einmündung der Roonstraße liegt das nach seiner Ehefrau Anna benannte Blindenaltersheim, das Annaheim.
```

Der 1869 gegründete Dürener Verschönerungsverein hatte 1877 von der Arnoldsweilerbrücke über den Kölnplatz, heute Friedrich-Ebert-Platz, die Eberhard-Hoesch-Straße bis zur Zülpicher Straße eine Promenade angelegt und als Vereinsstraße bezeichnet. Am 12. Juni 1914 wurde das Teilstück von der Eisenbahnbrücke bis zum Friedrich-Ebert-Platz, die Vereinsstraße nördlich, in Schoellerstraße umbenannt.
An der Schoellerstraße kurz vor dem Friedrich-Ebert-Platz steht die einzige feste Feinstaubmessstation in Düren. Sie ist mit mehr als 25.000 Fahrzeugen täglich eine der meistbefahrensten Straße in Düren.
Vom 14. bis 22. April 2014 war die Bahnstrecke Köln-Aachen zwischen Düren und Merzenich gesperrt. Die 1959 erbaute Eisenbahnbrücke Schoellerstraße muss neu erbaut werden. Sie wird in der Zeit der Streckensperrung abgerissen und bis März 2015 neu erbaut. Am 29. Oktober 2014 war die fertige Brücke über die Bahnlinie geschoben.